# Какањ
Какањ је индустријски град и сједиште општине Какањ у централној Босни, који се налази сјеверно од Високог, а југоисточно од Зенице. Смештен је између брда на обе обале ријеке Згошће. Административно припада Зеничко-добојском кантону Федерације Босне и Херцеговине.
Град Какањ је 1991. имао 12.016 становника. Према прелиминарним подацима пописа становништва 2013. године, у Какњу је пописано 11.796 лица.

## Историја
Какањ је основан 1900. године, када је Босна била под влашћу Аустроугарске, у околини тек отвореног рудника угља, који је почео са производњом 1902. године. Следећих сто година, Какањ се развијао без урбаног планирања, у почетку само око рудника, а касније и на обалама ријека Згошће и Босне.

### Какањска култура
Какањска култура је културна група средњег неолита, која обухвата, осим локалитета у Какњу, по коме је култура и добила назив и локалитета Обре, Попратница, Арнаутовићи и Завидовићи.
Карактеришу је насеља, везана за обалне терасе реке Босне.
У Какњу су откривене земунице. Од остатака материјалне културе преовлађују калупасте секире, од коштаног оруђа јављају се шила, глачла и спатуле.
Керамика је разноврсна, груба, монохромна, која са ритонима чини основну карактеристику ове групе. Површина монохромне керамике је добро углачана, као код бутмирске културе. Од облика се јављају полулоптасте шоље са равним дном, високе шоље благе профилације, тањири и купе, ритони на 4 ноге.
Орнамет је барботин, а јављају се и пластични и урезани мотиви.
Пластика је слабо заступљена.

## Значај
Какањ је један од најзначајнијих босанско-херцеговачких индустријских и туристичких градова.
Индустрија — У Какњу се налази Термоелектрана Какањ, Фабрика Цемента Какањ, Рудник мрког угља Какањ...

## Становништво
|                      | 2013.           | 1991.           | 1981.           | 1971.           |
| Укупно               | 11 796 (100,0%) | 12 008 (100,0%) | 8 360 (100,0%)  | 5 646 (100,0%)  |
| Бошњаци              | 9 408 (79,76%)  | 4 977 (41,45%)1 | 3 224 (38,56%)1 | 2 053 (36,36%)1 |
| Хрвати               | 959 (8,130%)    | 2 387 (19,88%)  | 1 984 (23,73%)  | 2 109 (37,35%)  |
| Роми                 | 664 (5,629%)    | –               | 287 (3,433%)    | 12 (0,213%)     |
| Босанци              | 247 (2,094%)    | –               | –               | –               |
| Срби                 | 205 (1,738%)    | 2 053 (17,10%)  | 1 337 (15,99%)  | 1 026 (18,17%)  |
| Неизјашњени          | 105 (0,890%)    | –               | –               | –               |
| Босанци и Херцеговци | 89 (0,754%)     | –               | –               | –               |
| Муслимани            | 40 (0,339%)     | –               | –               | –               |
| Остали               | 39 (0,331%)     | 750 (6,246%)    | 145 (1,734%)    | 39 (0,691%)     |
| Албанци              | 14 (0,119%)     | –               | 18 (0,215%)     | 24 (0,425%)     |
| Словенци             | 13 (0,110%)     | –               | 49 (0,586%)     | 101 (1,789%)    |
| Непознато            | 5 (0,042%)      | –               | –               | –               |
| Македонци            | 3 (0,025%)      | –               | 4 (0,048%)      | 3 (0,053%)      |
| Црногорци            | 2 (0,017%)      | –               | 46 (0,550%)     | 49 (0,868%)     |
| Југословени          | 1 (0,008%)      | 1 841 (15,33%)  | 1 266 (15,14%)  | 230 (4,074%)    |
| Турци                | 1 (0,008%)      | –               | –               | –               |
| Православци          | 1 (0,008%)      | –               | –               | –               |

1. 1 На пописима од 1971. до 1991. Бошњаци су пописивани углавном као Муслимани.

## Спортски клубови
Спорт у Какњу је доста развијен. Постоји фудбалски клуб Рудар Какањ, који постоји од 1928. године. Постоји и одбојкашки клуб Какањ, који је најтрофејнији одбојкашки послератни клуб у Босни и Херцеговини, више пута је представљао Босну и Херцеговину на европским такмичењима. Од осталих клубова издваја се шаховски клуб Рудар Какањ, и куглашки клуб Какањ, који су исто тако представљали Босну и Херцеговину, више пута на европским такмичењима. Поред ових клубова истакнути клуб је и тениски клуб Камени дворац.